# Eremocosta gigasellus
Eremocosta gigasellus es una especie de arácnido  del orden Solifugae de la familia Eremobatidae.

## Distribución geográfica
Se encuentra en Estados Unidos y México.